# John Brotherton
John Brotherton, född 21 augusti 1980 i Ellensburg, Washington, är en amerikansk skådespelare. Han är mest känd för rollen som Jared Banks i ABCs såpopera One Life to Live. Han har även synts i rollen som Matt Harmon i Netflixserien Huset fullt – igen, uppföljaren till Huset fullt.